# Вільям Водсворт (веслувальник)
Вільям Водсворт (англ. William Wadsworth, 17 грудня 1875 — 29 серпня 1971) — канадський академічний веслувальник.
Срібний призер Олімпійських Ігор 1904 року в складі вісімки.